# Benzireg
Benzireg é uma vila na comuna de Béchar, no distrito Béchar, na província homônima, Argélia. Está localizada na rodovia nacional N6 e ferrovia Méchéria-Béchar, 50 km (31 milhas) a noroeste de Béchar.